# Summer Sanders
Summer Elisabeth Sanders (ur. 13 października 1972 w Roseville w Kalifornii) – amerykańska pływaczka. Czterokrotna medalistka olimpijska z Barcelony.
Specjalizowała się w stylu motylkowym, choć sukcesy odnosiła również w zmiennym. Igrzyska w 1992 były jej jedyną olimpiadą, triumfowała na 200 metrów stylem motylkowym oraz w sztafecie. Indywidualnie zdobyła dodatkowo dwa medale z mniej cennego kruszcu. Była również multimedalistką mistrzostw świata w Perth: zwyciężyła na dystansie 200 metrów motylkiem i stawała na podium na dystansach w stylu zmiennym (srebro: 200 m, brąz: 400 m). Znajduje się w Galerii Sław Pływania.
Jej pierwszym mężem był Mark Henderson. Obecnie jej małżonkiem jest Erik Schlopy, były narciarz alpejski.

## Kariera
W wieku trzech lat Sanders potrafiła przepłynąć okrążenie basenu. Chciała być taka jak jej starszy brat Trevor, więc w 1976 roku dołączyła do Sugar Bears – programu pływackiego dla grup wiekowych w Roseville w Kalifornii, trenowanego przez Mike’a Barsottiego, Scotta Wintera i Scotta O’Connera. Stamtąd przeskoczyła do Sierra Aquatic Club z trenerem Ralphem Thomasem, a ostatecznie do California Capital Aquatics pod okiem trenera Mike'a Hastingsa.
W wieku 15 lat Sanders zwróciła na siebie uwagę świata pływackiego, gdy ledwo przegapiła miejsce w drużynie olimpijskiej w 1988 roku, zajmując trzecie miejsce na 200 m st. zmiennym. Na swoich pierwszych międzynarodowych zawodach zdobyła srebrny medal na 200 m st. zmiennym za Lin Li z Chin na Mistrzostwach Pan Pacyfiku w 1989 roku. Na mistrzostwach Pan Pacific w 1991 roku wygrała 400-metrowy indywidualny medley (pokonując Lin Li) i 200-metrowy motylkowy.
W 1991 roku Sanders zapisała się na Uniwersytet Stanforda, aby pływać pod okiem trenera Hall of Fame Richarda Quicka. W swojej dwuletniej karierze pływackiej Sanders zdobyła osiem tytułów mistrzyni kraju NCAA, w tym na 200 jardów motylkiem, 200 jardów stylem zmiennym i 400 jardów stylem zmiennym oraz w sztafecie 4 × 100 jardów stylem zmiennym. Zdobyła dwa tytuły Pływaczki Roku NCAA i pomogła swojej drużynie Cardinal wygrać Mistrzostwa Krajowe NCAA w 1992 roku. Była laureatką nagrody Honda Sports Award for Swimming and Diving, uznając ją za wybitną pływaczkę roku w latach 1991-92.
Sanders zdobyła trzy medale na Mistrzostwach Świata 1991 w Perth w Australii, zdobywając złoto na 200 m st. motylkowym, srebro na 200 m st. zmiennym i brąz na 400 m st. zmiennym. Następnie stała się pierwszą Amerykanką od czasu Shirley Babashoff (1976), która zakwalifikowała się do czterech indywidualnych zawodów na jednej olimpiadzie podczas prób olimpijskich w 1992 roku.
Na Igrzyskach Olimpijskich w Barcelonie w 1992 roku Sanders zdobyła cztery medale olimpijskie – złoty na 200 metrów motylkiem z czasem 2:08.67, złoty w sztafecie 400-metrowej, srebrny na 200 metrów indywidualnie i brązowy na 400 metrów indywidualnie.